# Vasif Adıgözəlov
Vasif Zülfüqar oğlu Adıgözəlov (alternatív írásmódok: Adigezalov, Adygazal; Baku, 1935. július 28. – Baku, 2006. szeptember 15.) azeri zeneszerző.

## Életpályája
Adıgözəlov az Azerbajdzsáni Konzervatóriumban (ma Bakui Zeneakadémia) tanult. Zongoraprofesszora Simuzar Guliyeva volt, karrierje során számos koncertet adott a színpadon zongoristaként és kíséretként. Az 1960-as évek elején a legendás azerbajdzsáni énekesnő, Rashid Behbudov (1915–1989) kísérte. Később folytatta szólókarrierjét, és saját dalokat készített.
Adıgözəlov arról a legismertebb, hogy a tradicionális modális mugham zenét beépítette műveibe - mind zenekari, mind szóló darabokba. Hagyományos zene ismereteit apja, Zulfu Adigozalov (1898–1963), az azerbajdzsán mugham kiemelkedő khananda énekesének köszönheti.
Vasif Adıgözəlovot nagymértékben befolyásolta Gara Garajev (1918–1982), a kiemelkedő azerbajdzsáni zeneszerző és tanár, akivel Vasif 1953-1959 között az Azerbajdzsán Konzervatóriumban tanult. 
Noha Adıgözəlov életének utolsó néhány évében súlyosan megbetegedett, feladatait továbbra is folytatta mind az Azerbajdzsáni Zeneszerzők Szövetségében, amelynek elnöke volt (1990–2006), mind a Zeneakadémián, ahol azóta tanított.

## Munkái
Operák: 
- The Dead (1963)
- Natavan (2003).

Operettek:
- Haji Gara (Ramiz Mustafajevvel) (1958)
- A Napi Jelenetek (1962)
- A nagyi boldogság (1971)
- Az Ördögszem (1985).

Oratóriumok: 
- Tűzföldje (1987)
- Garabagh Shikastasi (1989)
- Chanakkale (1998)
- Szomorúság karavánja (1999)

Kantáták:
- My Novruz (1994)
- Ünnepi kantáta (1998)

Szimfonikus zene: 
- Négy szimfónia (1958, 1970, 1973, 1998-Segah)

Szimfonikus versek: 
- Heroikus (1957)
- Afrika küzdelme (1961)
- Színpad (1968)
- Ünnepi nyitány (1978)
- Vers a négy zongorára és a zenekarra (1982)
- Négy koncert zongorára és zenekarra (1961, 1964, 1985, 1994)
- Koncert hegedűre és zenekarra (1961)
- Koncert gordonkára és zenekarra (1990)

Hangszeres zene: 
- Szonatina gordonkára és zongorára (1957)
- Szonáta zongorára (1957)
- Scherzo hegedűre és zongorára (1958)
- Zongoradarabok gyerekeknek (1959)
- 24 zongoradarab gyerekeknek (1961)

Vers Apotheosis: 
- Két zongora & Orchestra (1980)
- Szonáta csellóra (1987)
- Mugham szonáta orgonához (1988)
- 24 előjáték a zongorához (1995)

- Több mint 150 dal és románc.
- Filmek, dokumentumok és filmek filmzenéi.

## Elismerései
- Azerbajdzsán Népi Művésze ( Khalg Artisti, 1989)
- Állami Díj (Dovlat Mukafati, 1990),
- Dicsőség rend(Shohrat Rend, 1995)
- Függetlenségi Rend (Istiglal Ordeni, 2005)

## Emlékezete
2020 februárjában domborművet avattak a zeneszerző lakása előtt. Az alkotást Aszlan Rusztamov szobrász készítette.